# Vakanski koridor
Vakanski koridor (darjsko دالان واخان, romanizirano Dâlân-e wâxân; paštunsko واخان دهلېز, latinizirano: Vâxân dahléz) je ozek pas ozemlja v provinci Badakhšan v Afganistanu. Ta koridor se razteza proti vzhodu in povezuje Afganistan s Šindžjangom na Kitajskem. Prav tako ločuje avtonomno regijo Gorno-Badakhšan v Tadžikistanu na severu od regij Khiber Pakhtunkhva in Gilgit-Baltistan v Pakistanu na jugu, od katerih je slednja tudi del sporne regije Kašmir. Ta visokogorska dolina, ki se dviga do največje nadmorske višine 4923 m, služi kot izvir rek Panj in Pamir, ki se združita v večjo reko Amu Darja. Nešteto stoletij je ključna trgovska pot prečkala to dolino, kar je olajšalo gibanje popotnikov v Vzhodno, Južno in Srednjo Azijo in iz njih.
Koridor je bil oblikovan po sporazumu iz leta 1893 med Mortimerjem Durandom iz Britanskega Raja in emirjem Abdur Rahmanom Kanom iz Afganistana, ki je ustvaril Durandovo linijo. Ta ozek pas je deloval kot varovalno območje med Ruskim imperijem in [[Britanski imperij|Britanskim imperijem (regije ruskega Turkestana, zdaj v Tadžikistanu, in severni del britanskega Raja, zdaj v Pakistanu). Njegov vzhodni konec je mejil na kitajsko regijo Šindžjang, ki si jo je takrat lastila dinastija Čing.
Koridor je v okrožju Vakan v afganistanski provinci Badakhšan. Leta 2020 je imelo 17.167 prebivalcev. Severni del Vakana, ki ga naseljujejo ljudstva Vaki in Pamiri, se imenuje tudi Pamir. Najbližje večje letališče, ki ga prebivalci uporabljajo, je letališče Fajzabad v mestu Fajzabad na zahodu, do katerega je mogoče priti po cestah.

## Geografija
Na zahodnem vhodu, blizu afganistanskega mesta Iškašim, je koridor širok 18 km. Zahodna tretjina koridorja je različno široka (13–30 km) in se razširi na 65 km v osrednjem Vakanu. Na svojem vzhodnem koncu se koridor razcepi v dva roglja, ki se ovijata okoli glavnega dela kitajskega ozemlja in tvorita 92 km mejo med državama. Prelaz Vakdžir, ki je najbolj vzhodna točka na jugovzhodnem robu, je približno 300 km od Iškašima. Najbolj vzhodna točka severovzhodnega roglja je brezimna divjina približno 350 km od Iškašima. Na kitajski strani meje je Taškurgan Tadžikistansko avtonomno okrožje Ujgurske avtonomne regije Šindžjang.
Severno mejo koridorja tvorita reka Pamir in jezero Zorkul na zahodu ter visoki vrhovi gorovja Pamir na vzhodu. Na severu je tadžikistanska avtonomna regija Gorno-Badakhšan. Na jugu je koridor omejen z visokimi gorami Hindukuš in Karakorum. Ob južnem boku koridorja potekata dva gorska prelaza, ki povezujeta koridor s sosedami. Prelaz Broghol omogoča dostop do regije Khiber Pakhtunkhva v Pakistanu, medtem ko prelaz Iršad povezuje koridor z Gilgit-Baltistanom. Prelaz Dilisang, ki se prav tako povezuje z Gilgit-Baltistanom, se ne uporablja. Najbolj vzhodni prelaz, kot je navedeno zgoraj, je prelaz Vakdžir, ki se povezuje s Kitajsko in je edina mejna povezava med to državo in Afganistanom.
Koridor je na vzhodu višji kot na zahodu; (prelaz Vakdžir je visok 4923 m in se spusti na približno 3037 m pri Iškašimu. Reka Vakdžir izvira iz ledene jame na afganistanski strani prelaza Vakdžir in teče proti zahodu ter se pri vasi Bozai Gumbaz združi z reko Bozai Darja in tvori reko Vakan. Reka Vakan se nato združi z reko Pamir blizu Kala-i-Panja in tvori reko Panj, ki nato izteče iz Vakanskem koridorja pri Iškašimu.
Kitajci menijo, da je dolina Čalačigu, dolina vzhodno od prelaza Vakdžir na kitajski strani, ki povezuje Taghdumbaš Pamir, del Vakanskega koridorja. Visokogorska dolina je dolga približno 100 km. Ta dolina, skozi katero teče reka Taškurgan, je na splošno široka približno 3–5 km in manj kot 1 km na najožji točki.ref name="ChineseWakhan">»新疆边境行：记者抵达瓦罕走廊中方最西端(图)_新闻中心_新浪网« [Xinjiang Border Tour: Reporter arrived at the Chinese westernmost point of Wakhan Corridor]. news.sina.com.cn (v kitajščini). Global Times. 7. julij 2011. Arhivirano iz spletišča dne 18. avgusta 2016. Pridobljeno 5. februarja 2017.</ref> Celotna ta dolina na kitajski strani je zaprta za obiskovalce; vendar je lokalnim prebivalcem in pastirjem z območja dovoljen dostop.

## Zgodovina
Čeprav je teren izjemno razgiban, je bil koridor v zgodovini uporabljen kot trgovska pot med Badakšanom in Jarkandom. Zdi se, da je Marco Polo prišel po tej poti. Portugalski jezuitski duhovnik Bento de Goes je med letoma 1602 in 1606 prečkal reko Vakan na Kitajsko. Maja 1906 je sir Aurel Stein raziskoval Vakan in poročal, da je takrat na Kitajsko letno prečkalo 100 tovorov blaga. Leta 1874 koridor prečkal kapitan T. E. Gordon iz britanske vojske, leta 1891 Francis Younghusband in leta 1894 Lord Curzon.
Zgodnji popotniki so uporabljali eno od treh poti:
- Severna pot je vodila po dolini reke Pamir do jezera Zorkul, nato proti vzhodu skozi gore do doline reke Bartang, nato čez pogorje Sarikol na Kitajsko.
- Južna pot je vodila po dolini reke Vakan do prelaza Vakdžir na Kitajsko. Ta prehod je zaprt vsaj pet mesecev na leto, preostali čas pa je odprt le občasno.[16]
- Osrednja pot se je odcepila od južne poti skozi Mali Pamir v dolino reke Murghab.

Z neafganistanskega vidika je koridor delno politična stvaritev iz Velike igre med Britansko Indijo in Ruskim imperijem. Na severu je sporazum med imperijema leta 1873 dejansko razdelil zgodovinsko regijo Vakan, tako da sta reki Panj in Pamir postali meja med Afganistanom in takratnim Ruskim imperijem. Na jugu je sporazum Durandove Linije iz leta 1893 označil mejo med Britansko Indijo in Afganistanom. Tako je ostal ozek pas zemlje, ki mu je vladal Afganistan, kot tampon med obema imperijema, ki je v 20. stoletju postal znan kot Vakanski koridor.
Koridor je zaprt za redni promet že več kot stoletje in ni nobene sodobne ceste. Obstaja groba cesta od Iškašima do Sarhad-e Broghila, zgrajena v 1960-ih, dalje pa le grobe poti. Te poti potekajo približno 100 km od konca ceste do kitajske meje na prelazu Vakdžir in naprej do skrajnega konca Malega Pamirja.
Jacob Townsend je špekuliral o možnosti tihotapljenja mamil iz Afganistana na Kitajsko prek Vakanskega koridorja in prelaza Vakdžir, vendar je zaključil, da bi bilo zaradi težav pri potovanju in mejnih prehodih zanemarljivo v primerjavi s tistim, ki poteka prek tadžikistanske avtonomne regije Gorno-Badahšan ali prek Pakistana, oba pa imata veliko bolj dostopne poti na Kitajsko.
Oddaljenost regije je pomenila, da je kljub dolgotrajnim vojnam v Afganistanu od poznih 1970-ih regija ostala praktično nedotaknjena s konflikti in mnogi lokalni prebivalci, ki jih večinoma sestavljajo etnični Pamirci in Kirgizi, ne vedo za vojne v državi.
Islamska republika Afganistan je večkrat prosila Ljudsko republiko Kitajsko, naj odpre mejo v Vakanskem koridorju iz gospodarskih razlogov ali kot alternativno oskrbovalno pot za boj proti talibanskemu uporu. Kitajci so temu nasprotovali, predvsem zaradi nemirov v svoji skrajni zahodni provinci Šindžjang, ki meji na koridor. Decembra 2009 so poročali, da so ZDA od Kitajske zahtevale odprtje koridorja.
Julija 2021 je območje med poletno ofenzivo skupine prvič prišlo pod nadzor talibanov. Poročali so, da je na stotine etničnih kirgiških nomadov skupaj s svojo živino poskušalo pobegniti severno v Tadžikistan. Nadzorujejo ga sile Islamskega emirata Afganistana, ki so prevzele odgovornost od prejšnjih afganistanskih nacionalnih varnostnih sil, ki jih je izuril Nato.
Junija 2023 so med zunanjima ministroma Kitajske in Afganistana potekale razprave o odprtju strateško pomembnega koridorja za krepitev trgovinskih vezi med Pekingom in Kabulom. Afganistanski zunanji minister Amir Khan Muttaki in kitajski zunanji minister Wang Yi sta se srečala ob robu tretjega transhimalajskega foruma za mednarodno sodelovanje v Tibetu, da bi razpravljala o možnostih izboljšanja trgovinskih vezi. Čeprav je talibanska vlada dokončala 50 km dolgo cesto skozi koridor, da bi dosegla kitajsko mejo, se zdi, da Peking zaradi varnostnih razlogov ne želi odpreti meje.
Leta 2024 je neodvisna analiza, opravljena na teksaški univerzi v Austinu, ki se je zanašala na odprtokodne podatke, pokazala, da je koridor sestavljen iz »predvsem makadamskih cest in pešpoti, ki se nenadoma končajo, preden dosežejo mejo.«